# Амина бинт Вахб
А́мина бинт Вахб (араб. آمنة بنت وهب‎; предп. 550-е, Мекка — между 575 и 577, Аль-Абва, Мекка, Хиджаз) — мать пророка Мухаммеда и жена Абдуллаха ибн Абд аль-Мутталиба.

## Биография
Амина бинт Вахб происходила из знатной и влиятельной семьи племени курайшитов. Она была дочерью Вахба ибн Абд Манафа, лидера клана бану зухра, одного из кланов племени курайшитов, и Барры бинт Абд аль-Узза из клана бану абд ад-дар. Дата рождения Амины неизвестна, однако предполагается, что она вышла замуж в молодом возрасте.
Ибн Сад аль-Багдади сообщает, что Амину воспитывал её дядя Вухайб ибн Абд Манаф, который в один день выдал её замуж за Абдуллаха ибн Абд аль-Мутталиба, а свою дочь Халю — за Абд аль-Мутталиба. Если это сообщение верно, то это может быть каким-то забытым доисламским брачным обычаем. 
Согласно арабскому обычаю того времени, первые три дня после свадьбы молодожёны проводили в доме невесты. Когда Амина была ещё беременной, её муж Абдуллах отправился в Сирию, но, добравшись до Ясриба (Медины), скончался.
Примерно через два месяца после смерти Абдуллаха у Амины родился сын, которому дали имя «Мухаммад». Имя мальчику выбрал его дед Абд аль-Мутталиб. В источниках о жизни пророка Мухаммеда упоминается много рассказов о необычных событиях, произошедших в период от зачатия Мухаммеда до его рождения, и о том, что Амина была свидетелем некоторых из этих событий. Например, согласно одному из преданий, во время беременности она увидела исходящий от неё свет, который осветил дворцы Бусры в Сирии.
После смерти мужа Амина больше не выходила замуж. Неизвестно, были ли у неё другие дети кроме Мухаммеда.
Согласно существовавшей тогда у курайшитов традиции, маленького Мухаммеда отдали на воспитание бедуинскому племени бану са‘д. Жизнь в пустыне позволяла ребёнку изучать арабский язык и арабские традиции. Ухаживать за Мухаммедом поручили женщине по имени Халима бинт Абу Зуайб.
Когда Мухаммеду было четыре или пять лет, Амина забрала его к себе. Примерно в 577 году она отправилась в Ясриб вместе с сыном и служанкой по имени Умм Айман, чтобы посетить могилу Абдуллаха и встретиться с родственниками. Проведя там около месяца, они отправились обратно в Мекку. Но по дороге Амина серьёзно заболела и скончалась в селении аль-Абва, расположенном между Ясрибом и Меккой. Хотя большинство источников указывают, что Амина умерла в аль-Абве, некоторые утверждают, что она умерла в Мекке. Известно, что Пророк посетил могилу своей матери в аль-Абве в 627 году, и его глаза наполнились слезами при воспоминаниях о её заботе и сострадании.
В 1998 году саудовские власти разрушили гробницу Амины бинт Вахб, а её останки были перезахоронены.
Имя Амина популярно среди мусульманских народов.